# Gornik, Plevna
Gornik (în bulgară Горник) este un sat în comuna Cerven Breag, regiunea Plevna,  Bulgaria. 

## Demografie
Componența etnică a satului Gornik
     Bulgari (88,9%)
     Nicio identificare (10,62%)
     Altele (0,93%)
La recensământul din 2011, populația satului Gornik era de 1.064 locuitori. Din punct de vedere etnic, majoritatea locuitorilor (88,9%) erau bulgari. Pentru 10,62% din locuitori nu este cunoscută apartenența etnică.